# Krettnich
Krettnich ist ein Stadtteil der Stadt Wadern im Landkreis Merzig-Wadern im nördlichen Saarland. Der Ort liegt im Schwarzwälder Hochwald und ist Teil des moselfränkischen Sprachraums.

## Geographie

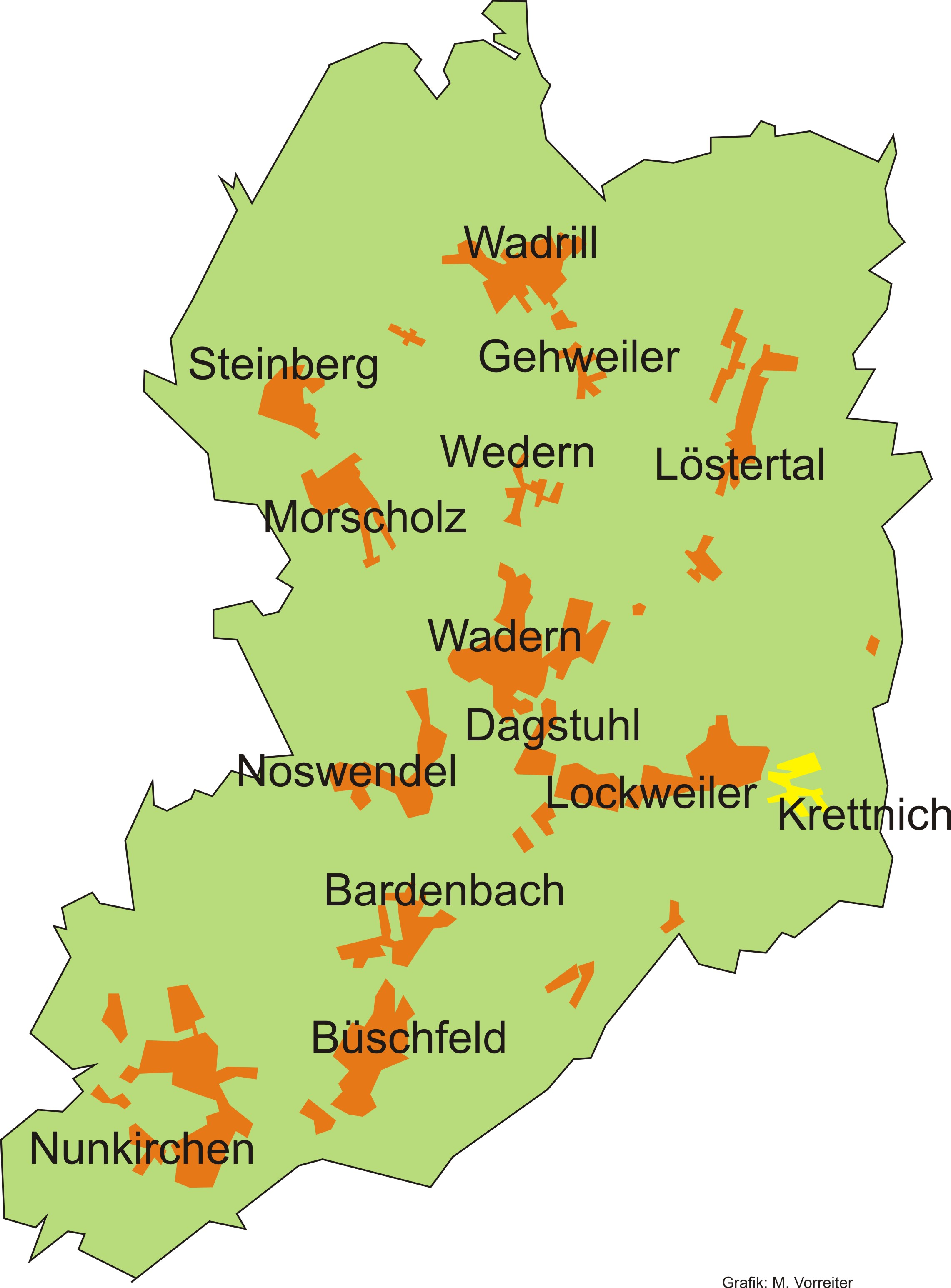
Lage von Krettnich in der Stadt Wadern

Krettnich liegt im Osten der Stadt Wadern in unmittelbarer Nachbarschaft zum Ortsteil Primstal der Gemeinde Nonnweiler. Im Vereinsleben sind die Stadtteile Lockweiler und Krettnich eng miteinander verbunden. Der Ort teilt sich auch das Wappen mit dem Nachbarstadtteil.

### Geologie
In Krettnich sind mehrere Erzvorkommen nachgewiesen. Nach seinem Erstfundort Krettnich wurde das Mineral Krettnichit benannt. Es ist ein Manganmineral, das bisher weltweit nur von zwei weiteren Fundpunkten bekannt ist.

## Geschichte
Krettnich ist eine der ältesten Keltensiedlungen im Hochwaldraum. Der Name Krettnich ist ein Hinweis, dass der Ort schon in vorgermanischer Zeit besiedelt sein musste. Die erste urkundliche Erwähnung fand man jedoch erst 1440.
Krettnich gehörte während des Mittelalters zunächst zur Herrschaft der Burg Schwarzenberg und später zur Herrschaft Dagstuhl. Bedeutung erlangte der Ort in dieser Zeit als Gerichtsstandort.
In der Franzosenzeit gehörte Krettnich zur Mairie Neunkirchen und wurde bei der Neuorganisation unter preußischer Verwaltung der Bürgermeisterei Wadern zugeteilt.
Durch die Vorkommen von Manganerzen, oft als „Braunstein“ bezeichnet, sind im 18. Jahrhundert mehrere Stollen in Krettnich angelegt worden. Seit 1948 fanden keine Bergbauaktivitäten mehr statt und 1953 erlosch die Bergbaukonzession für Krettnich. Die auf dem Dorfplatz von Krettnich ausgestellte Bergbaulore erinnert noch an den Manganerzabbau in Krettnich. Das Mineral Krettnichit (IMA1998-044) wurde nach dem Ortsteil benannt.

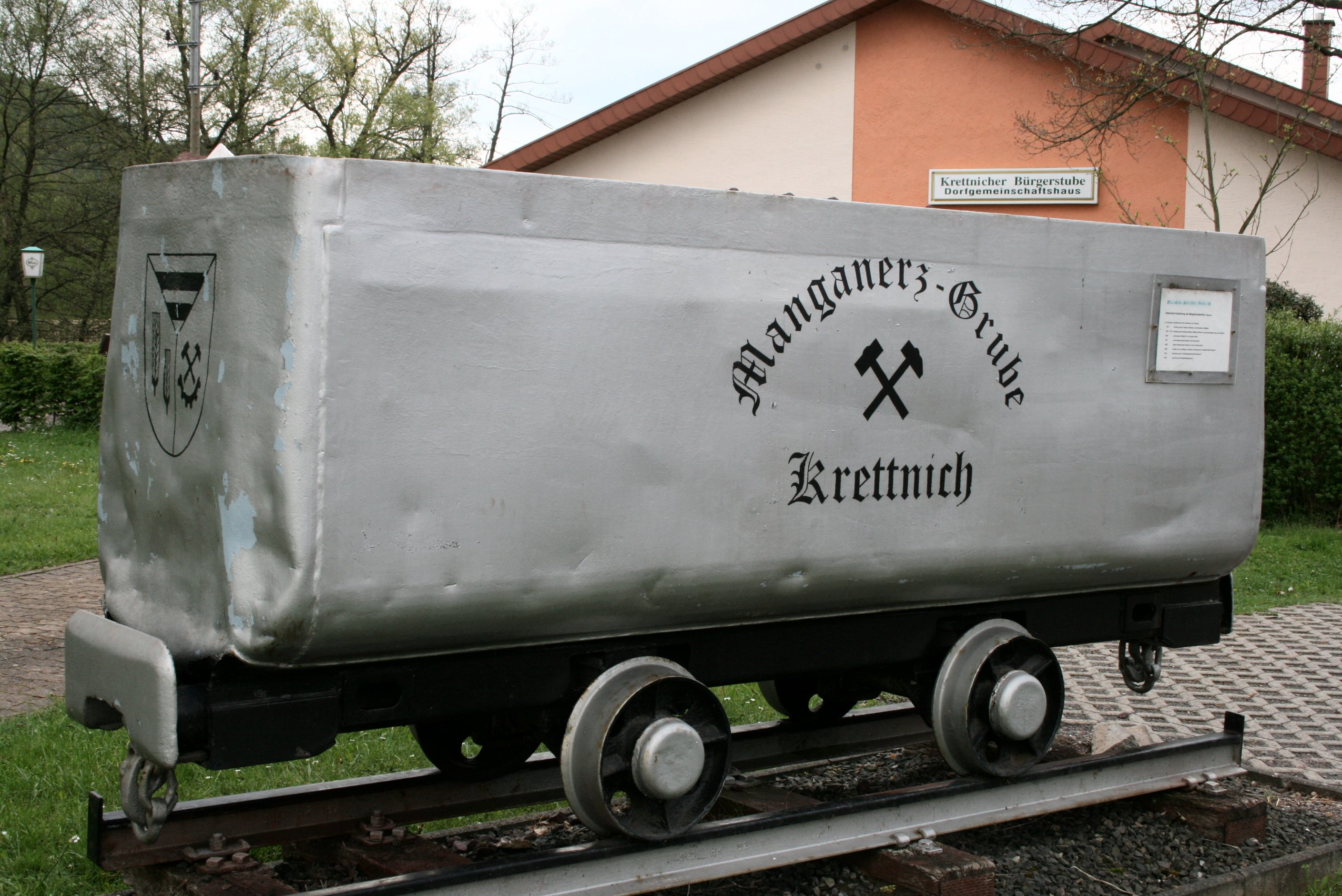
Die Manganerz-Lore vor dem Dorfgemeinschaftshaus Krettnich erinnert an die Zeiten des Erzabbaus in dem Ort.

Krettnich gehörte bis zum Ende des Ersten Weltkrieges dem Kreis Merzig an, der Bestandteil des preußischen Regierungsbezirks Trier war. Der Kreis Merzig wurde im Jahre 1920 nach den Bestimmungen des Versailler Vertrages dem unter Völkerbundsverwaltung stehenden Saargebiet zugewiesen – mit Ausnahme der Hochwaldgemeinden (Amtsbezirke Wadern, Losheim und Weiskirchen), darunter auch Krettnich, die unter der Bezeichnung „Restkreis Merzig-Wadern“ weiter beim Regierungsbezirk Trier verblieben. Die landrätliche Verwaltung des „Restkreises“ befand sich in Wadern. Nach dem Zweiten Weltkrieg verfügte Frankreich die Zugehörigkeit von Lockweiler zu dem unter französischem Einfluss stehenden neu gebildeten Saarland.
Am 1. Januar 1957 wird das Saarland und damit auch Krettnich, das zum Amt Wadern gehört, wieder ein Teil Deutschlands. Der wirtschaftliche Anschluss an die Bundesrepublik erfolgt allerdings erst am 6. Juli 1959.
Im Rahmen der saarländischen Gebiets- und Verwaltungsreform wurde am 1. Januar 1974 die bis dahin eigenständige Gemeinde Krettnich aufgelöst und der neuen Gemeinde, ab 1978 Stadt Wadern zugeordnet.

## Politik

### Ortsrat
Ergebnisse der Ortsratswahlen vom 9. Juni 2024:
- SPD: 55,47 %, 4 Sitze
- CDU: 44,53 %, 3 Sitze

### Ortsvorsteher
Seit der Gebietsreform 1974:
- Richard Kaspar (1962 bis 1986)[7]
- Helmut Schuster (1987 bis 2003)
- Christian Leidinger, CDU (2004 bis 2024)
- Christof Wilhelm, SPD (ab 2024)

## Wappen
Blasonierung: „In durch Gabelschnitt geteiltem Schild rechts in Rot zwei goldene Ähren mit 15 bzw. 10 Körnern, oben in Gold zwei schwarze Querbalken, links in Gold ein schwarzer Zahnradkranz und zwei gekreuzte schwarze Hämmer.“
Der Entwurf des Wappens stammt von Hans-Dietrich Riemann, dem Leiter des Deutschen Wappenmuseums Berchtesgaden. Die goldenen Ähren versinnbildlichen die Landwirtschaft, die bis zur Mitte des 19. Jahrhunderts den Dörfern das Gepräge gab. Gleichzeitig weisen sie auf das Stockgütersystem hin, das über Jahrhunderte eine beherrschende Rolle in der Grafschaft Dagstuhl spielte.
Die 15 Körner in der linken Ähre stellen die 15 Stockgüter in Lockweiler, die 10 Körner in der rechten Ähre die 10 Stockgüter in Krettnich dar. Der obere Teil deutet das Schwarzenburger Wappen an. Hammer und Schlägel verweisen auf die in der 2. Hälfte des 19. Jahrhunderts vollzogene Umstrukturierung zu Bergarbeitergemeinden. Diese Zeichen stehen auch zur Erinnerung an den in Krettnich über zwei Jahrhunderte betriebenen Erzbergbau.

## Kultur und Sehenswürdigkeiten
Mittelpunkt von Krettnich, am östlichen Rand der Stadt Wadern, ist die Dorfkapelle „St. Josef“, die 1994 eingesegnet wurde. Krettnich gehört kirchlich zur Pfarrei „St. Michael“ in Lockweiler.

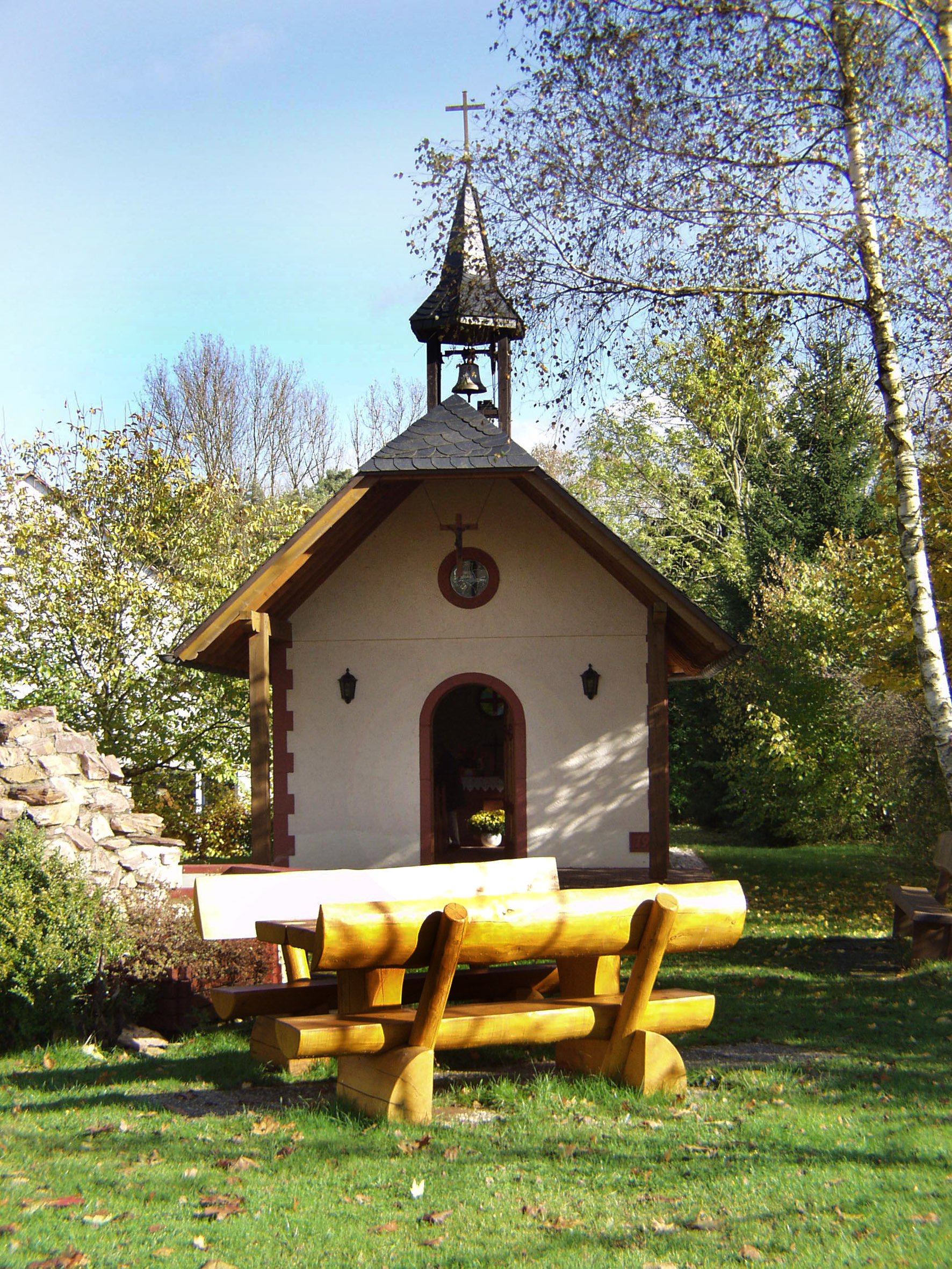
Kapelle in Krettnich

### Veranstaltungen
- Kapellen- und Dorffest (1. Mai)
- Hewerlingfest (September)

### Vereine
Im Vereinsleben ist Krettnich eng verbunden mit dem Stadtteil Lockweiler. Die wichtigsten Vereine in alphabetischer Reihenfolge:
- Angelsportverein Lockweiler-Krettnich
- Berg- und Hüttenarbeiterverein Lockweiler-Krettnich
- Bienenzuchtverein Lockweiler-Krettnich
- Gehöferschaft Krettnich
- Handwerkerverein Lockweiler Krettnich
- Interessenverein Dorfgemeinschaftshaus Krettnich
- Interessensgemeinschaft Dorfkapelle Krettnich
- Kath. Frauengemeinschaft Lockweiler-Krettnich
- Kirchenchor „Cäcilia“ Lockweiler-Krettnich
- Männergesangverein „Eintracht“ Lockweiler-Krettnich
- Musikverein „Harmonie“ Lockweiler-Krettnich
- Naturschutzverein Lockweiler-Krettnich
- RSC „Adler“ Lockweiler-Krettnich
- Schützengilde „St. Sebastianus“ Lockweiler-Krettnich
- Sportverein Lockweiler-Krettnich
- Tennisclub Lockweiler-Krettnich
- Theaterverein Lockweiler-Krettnich
- Tischtennisclub Lockweiler-Krettnich
- Turnverein Lockweiler-Krettnich
- Vereinsgemeinschaft Lockweiler-Krettnich

## Wirtschaft und Infrastruktur
In Krettnich gibt es ein Palettenwerk, eine Schreinerei, ein Asia-Imbiss, ein Alten- und Pflegeheim, eine Kapelle, einen Kinderspielplatz, die „Bungertshütte“ und ein Dorfgemeinschaftshaus mit Bürgerstube und Biergarten.

### Medien
- Saarbrücker Zeitung
- Wochenspiegel Hochwald
- Amtliches Bekanntmachungsblatt der Stadt Wadern